# Christophe Guyot
Pour les articles homonymes, voir Christophe Guyot.
Christophe Guyot est un ancien pilote de vitesse moto et d'endurance français, créateur de l’écurie motocycliste GMT94, vainqueur des 24 Heures Motos, champion du monde d’endurance et champion de France Superbike. Né le 13 juillet 1962 à Marseille, instituteur de formation, Christophe Guyot est le team manager du GMT94 depuis sa création et reste à ce jour le seul pilote/manager vainqueur de la prestigieuse épreuve des 24H du Mans moto.
A l’issue d’un troisième titre mondial en Endurance (2017), et toujours dirigé par Christophe Guyot, le GMT94 rejoint la vitesse mondiale en 2018 en catégorie Supersport (600 cm3) et devient vice-champion du monde 2019. Le GMT94 et Christophe Guyot engagent une moto en Championnat du monde de Superbike (1000 cm3) en 2023 et 2024 avant de revenir en Supersport avec la nouvelle Yamaha R9.
Christophe Guyot est également consultant pour la chaîne de télévision Eurosport.

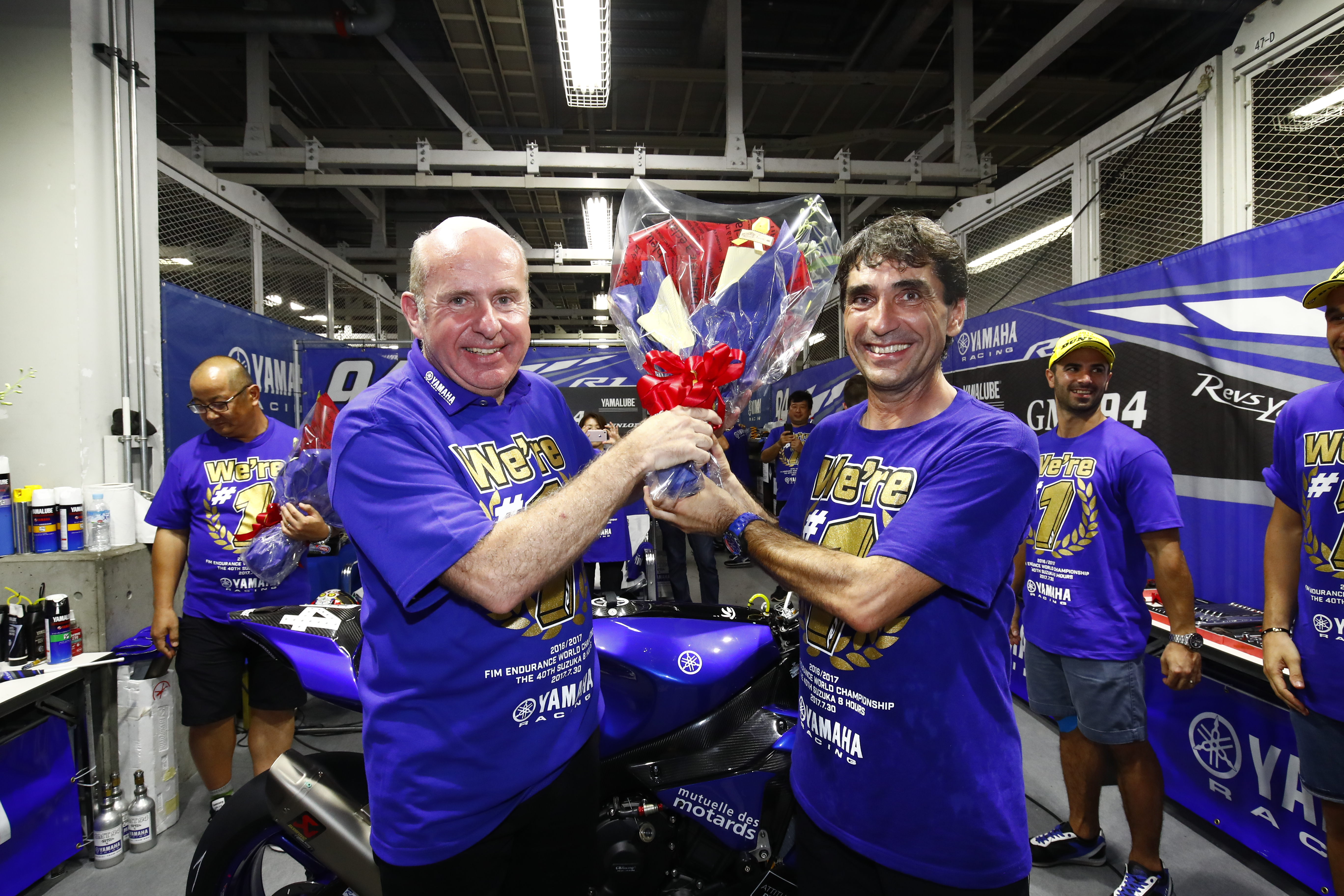
Éric de Seynes et Christophe Guyot (Suzuka, 2017)

## Biographie
Obtenant son diplôme d’instituteur en 1984 puis un Deug d'histoire en 1986, Christophe Guyot enseigne jusqu’en 1990. C'est en 1989 qu'il commence la compétition moto dans la catégorie 350 cm3 Promosport sur une Yamaha RDLC. Il crée le Guyot Motorcycle Team (GMT) en 1991 pour devenir, par la suite, le président de l’association GMT94, affiliée à la FFM.
Il a toujours porté le numéro 94, symbole d'un département et avec lequel il mène des projets en direction de la jeunesse, de la sécurité routière et des plus démunis.
Christophe Guyot est le représentant des pilotes auprès de la Fédération française de motocyclisme (FFM) de 1994 à 2004. Il a ensuite été membre du Comité Directeur de la FFM (mandat 2004-2008 puis 2012-2016).
Le GMT94 est l'équipe officielle Yamaha en EWC (Endurance World Championship) jusqu'en 2018. L'écurie compte 3 titres de champion du monde d'endurance (2004, 2014 et 2017), 3 victoires aux 24h du Motos et 2 victoires au Bol d'Or. Elle est également quadruple championne de France de vitesse en Superbike.
En 2018, Christophe Guyot décide de se lancer en championnat du monde de vitesse en Supersport (600 cm3). Le GMT94 est Vice champion du monde Supersport en 2019. 26 podiums et 7 victoires plus tard, Christophe emmène le GMT94 en championnat Superbike (1000 cm3) pour 2 saisons (2023 et 2024) avant de réengager 2 pilotes en WSSP au guidon d'une Yamaha R9 à partir de 2025.

## Les années pilotes
Christophe Guyot commence la compétition motocycliste en 1989, à l'âge de 26 ans.
Pour sa première saison de vitesse, en Promosport 350 et au guidon d'une Yamaha RD 350 LC, il remporte deux victoires et termine à trois reprises sur le podium.
Cette année 1989 est un changement dans la vie de Christophe Guyot. Jusqu'alors instituteur, il décide de se retirer des classes pour se concentrer sur sa passion : la moto. En 1990, il monte en cylindrée et roule en Promosport 750, catégorie dans laquelle il remporte trois victoires. La saison suivante, en 1991, Christophe Guyot prend la décision de fonder sa propre équipe, le GMT94 pour Guyot Motorcycle Team, 94 étant le numéro de département du Val-de-Marne. Il pilote pendant trois saisons en championnat du monde Superbike en cumulant un total de 16 courses à travers les saisons 1991, 1992 et 1993.
Après trois années à parcourir les tracés du monde, Christophe Guyot décide de revenir en France avec succès puisqu'il remporte le titre de champion de France Superbike en 1998. Il reste, encore aujourd’hui, le seul pilote « privé » à avoir remporté le championnat de la catégorie reine de la vitesse française. L'année suivante, en 1999, il décide de se consacrer exclusivement au championnat du monde d'Endurance.
Après une quatrième place lors des 24H Motos, suit le premier podium (Portugal), puis la première pole position en championnat du monde (Allemagne), et le titre de vice-champion du monde. L’année suivante verra la première victoire du GMT94 lors des 24 heures d'Oschersleben (2000), en Allemagne. L’exploit arrive en 2001 avec la victoire lors 24 Heures Motos. Christophe Guyot reste à ce jour, le seul pilote/manager à avoir remporté cette épreuve mythique. Une nouvelle victoire s’offrira à l’équipe Val de Marnaise, toujours pilotée par Christophe Guyot, Sébastien Scarnato et Nicolas Dussauge, lors des 6H du Nurburgring (Allemagne). En 2002, Christophe Guyot remporte les 8 heures de Brno, en République tchèque.
Enfin, durant la saison 2004, il remporte les 8H de Zhuhai (Chine) associé à David Checa et William Costes, et devient champion du monde d’Endurance. Christophe Guyot offre à Yamaha son premier titre en championnat du monde d’Endurance. La saison suivante, Christophe Guyot annonce qu'il quitte son rôle de pilote pour se consacrer à de nouveaux projets, toujours avec le GMT94. Cependant, il reste remplaçant jusqu'en 2007 et dispute à nouveau une course, en 2011, où il remporte, avec son pilote David Checa, les 5 heures du Circuit Carole (Trophée Grégory Lemarchal).

## Team-Manager
Christophe Guyot occupe cette fonction bien avant sa retraite sportive. Ayant réalisé une remarquable saison 2004, Yamaha décide de fournir un soutien « officiel » au GMT94. C'est en 2018 qu'il décide de s'engager partiellement en Championnat du Monde de vitesse avec Mike Di Meglio puis un jeune pilote : Corentin Perolari. Le GMT94 met ensuite un terme à son engagement en Endurance afin de se consacrer pleinement au Championnat du Monde Supersport. Ainsi, en 2019 et à l’issue d’une saison relevée, le GMT94 devient vice-champion du monde de Supersport avec Jules Cluzel et Corentin Perolari. L’essor du team ne s’arrête pas là, puisqu’il poursuit son ascension en Championnat du Monde Superbike en 2023, avec notamment le pilote italien Lorenzo Baldassarri, reconnu pour ses années en Moto2 et son titre de vice-champion du monde Supersport en 2022.

## Consultant
Depuis sa retraite sportive, Christophe Guyot enchaîne les activités. Outre son rôle de dirigeant d'équipe, il est également consultant pour la chaîne de télévision Eurosport sur le championnat du monde Superbike (WSBK), l'Endurance ou encore le British Superbike[source secondaire souhaitée]. Entre 2012 et 2018, lorsque la chaîne possède alors les droits de diffusion de la MotoGP, il délivre aussi son analyse lors des émissions Dimanche Méca et Warm-up avec Guenaelle Longy, Christophe Malbranque puis Lionel Rosso. Depuis 2019, Christophe Guyot est consultant pour le championnat du monde d'Endurance moto (EWC)[source secondaire souhaitée] aux côtés de Gilles della Posta, Rémy Tissier et Romain Hussonnois.
Christophe Guyot s'engage aussi avec la Mutuelle des Motards[source secondaire souhaitée] pour des projets en direction de la jeunesse et a un rôle de formateur de pilotes[source secondaire souhaitée] chez Yamaha, constructeur auquel il est fidèle.
Chaque année, Christophe Guyot encadre des stages de pilotage pour le Circuit Carole[source secondaire souhaitée].

## Palmarès
| Année | Catégorie                                      | Titre |
| ----- | ---------------------------------------------- | --- |
| 1998  | Superbike                                      | Champion de France |
| 2000  | Endurance (en tant que pilote et team manager) | Vice Champion du monde d'endurance : - Vainqueur des 24 heures d'Oschersleben                                                                       |
| 2001  | Endurance (en tant que pilote et team manager) | Vice-Champion du monde d'endurance: - Vainqueur des 6 heures du Nurburgring - Vainqueur des 24 heures du Mans                                       |
| 2002  | Endurance (en tant que pilote et team manager) | Vainqueur des 8 heures de Brno |
| 2004  | Endurance (en tant que pilote et team manager) | Champion du monde d'endurance : - Vainqueur des 8 heures de Zhuhai                                                                                  |
| 2011  | Endurance (en tant que pilote et team manager) | Vainqueur des 5 heures de Carole |
| 2014  | Endurance (en tant que team manager)           | Champion du monde d'Endurance |
| 2017  | Endurance (en tant que team manager)           | Champion du monde d'Endurance - Vainqueur du Bol d’Or - Vainqueur des 24h du Mans - Vainqueur des 8h de Slovaquie - Vainqueur des 8h d’Oschersleben |
| 2019  | WorldSSP (en tant que team manager)            | Vice-champion du monde WSSP |